# Fordisme
 (novembre 2016).
Le fordisme, est — au sens premier du terme — un modèle d'organisation et de développement d'entreprise développé et mis en œuvre en 1908 par Henry Ford (1863-1947) fondateur de l'entreprise qui porte son nom, à l'occasion de la production d'un nouveau modèle, la Ford T.
Ce modèle accorde une large place à la mise en œuvre des nouveaux principes d'organisation du travail (organisation scientifique du travail, ou OST) instaurés par le taylorisme (qui, quant à lui, se base avant tout sur la qualité du produit) en y ajoutant d'autres principes comme notamment le travail des ouvriers sur convoyeur (que William C. Klann, un employé de Ford, a découvert lors de la visite d'un semblable dispositif déjà à l'œuvre aux abattoirs de Chicago).

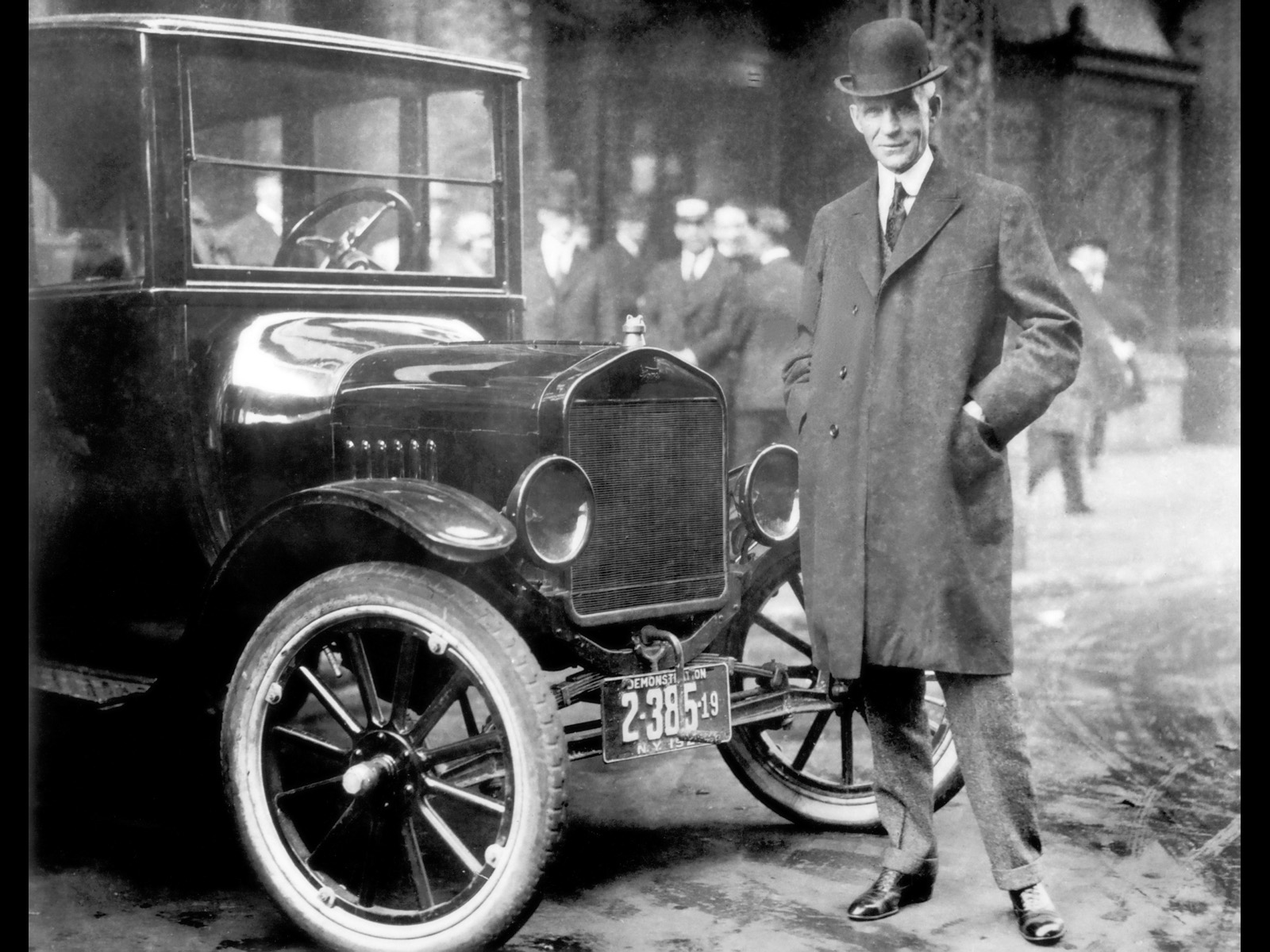
Henry Ford et son modèle "Ford T". Ce véhicule, l'un des premiers, est massivement produit grâce au principe du fordisme.

Leurs salaires peuvent être indexés sur cette progression, et générer une augmentation bienvenue du pouvoir d'achat. Comme le perçoit bien Henry Ford (qui voulait que ses ouvriers fussent bien payés, pour leur permettre d'acheter les voitures qu'ils avaient eux-mêmes produites), relayé plus tard par les keynésiens : « le fordisme est le terme par lequel on désigne l'ensemble des procédures (explicites ou implicites) par lesquelles les salaires se sont progressivement indexés sur les gains de productivité. Augmenter régulièrement les salaires au rythme des gains de productivité permet d'assurer que les débouchés offerts aux entreprises croîtront également au même rythme et permettront donc d'éviter la surproduction ».

## Principes
Le but de ce développement de l'entreprise est d'accroître la productivité (quantité de pièces produites par ouvrier) et la production de l'entreprise grâce à plusieurs principes :
- la division du travail en une division verticale (séparation entre conception et réalisation) et en une division horizontale (parcellisation des tâches) reprises du taylorisme, et l'apparition de la ligne de montage (et donc du travail à la chaîne) afin de supprimer les temps de trajet entre différentes tâches ;
- la standardisation permettant de produire en grandes séries, et à des coûts bas, à l'aide de pièces interchangeables ;
- l'augmentation du salaire des ouvriers (5 dollars / jour contre 2 à 3 auparavant), afin de stimuler la demande de biens et donc d'augmenter la consommation, grâce à la hausse du pouvoir d'achat qui en résulte. Mais cette augmentation des salaires avait officieusement pour but de lutter contre le taux de roulement (démission des ouvriers) devenu de plus en plus élevé avec l'apparition du travail à la chaîne, qui rendait les conditions de vie des ouvriers encore plus difficiles qu'auparavant.

De plus, si les ouvriers étaient mieux payés, ils seraient « exempts de préoccupation étrangère au travail, et donc plus industrieux, par conséquent, plus productifs » et moins démotivés.

## Conséquences
Les conséquences sont une hausse de la production et de la productivité, mais aussi de la consommation, une baisse du coût de production (par une économie de main-d'œuvre et de surface), une dé-qualification du travail ouvrier, un meilleur contrôle par la direction du travail ouvrier, la réalisation d'un travail ouvrier de plus en plus répétitif et monotone, et une standardisation de la production dans le but de favoriser une consommation de masse. Cette époque a été caractérisée par l'école de la régulation.
Ainsi, le modèle du fordisme comporte aussi certaines limites, qui sont mises particulièrement en lumière lorsque se développe la crise économique et sociale de l'organisation scientifique du travail, depuis le début des années 1970, (en particulier en raison de la concurrence des entreprises asiatiques, fonctionnant selon le modèle du toyotisme). Aujourd'hui, les modèles primitifs du taylorisme et le fordisme ont dû changer pour s'adapter : ils ne sont plus ce qu'ils étaient, en raison de la concurrence, de l'éducation et de la qualification des ouvriers, et, notamment, de leur incapacité à faire face à une production plus diversifiée. D'où l'émergence des modèles dits « néo-fordistes » et « post-tayloristes ».

## Historique
Dans son autobiographie, My Life and Work, parue aux États-Unis en 1922, Henry Ford révèle que son idée de la chaîne de production nait après une visite, adolescent, d'un abattoir de Chicago. Les origines des chaînes de production seraient à situer non pas dans l'industrie automobile, mais dans celle de la viande, au sein des grands abattoirs Union Stock Yards.
Le rôle de la Première Guerre mondiale semble à première vue central dans la genèse du modèle fordiste. Elle ouvre le XXe siècle (fragilisation des impérialismes européens, montée en force de la superpuissance américaine et Révolution russe) et introduit un changement économique (alternative planificatrice communiste), politique (brutalisations des sociétés européennes) et technologique (production, consommation et éducation de masse). La mobilisation totale des sociétés dans la guerre marque durablement le siècle.
La Seconde Guerre mondiale constitue pourtant un moment essentiel de l’évolution vers le paradigme fordiste. Les techniques fordistes mises au point et appliquées aux États-Unis comme solution à la crise économique de 1929 (conjonction d’un système de production de masse avec une intervention étatique à travers l'investissement et la planification) ne sont effectivement transcrites que dans l’après-guerre en Europe, à travers notamment le plan Marshall. Le régime d’accumulation fordiste ne se déploie véritablement que dans l’après-guerre dans un contexte d’explosion de la consommation et de boom démographique (baby boom, en anglais) ; il est caractérisé par une norme de production (standardisation des segments de produits et des tâches de production) et une norme de consommation (l'augmentation de la productivité et des salaires nominaux permet une croissance du pouvoir d'achat) qui permettent l’intégration sociale.

## Critique du fordisme
- Pour Alain Lipietz, le manque de polyvalence des moyens de production (hommes et machines) conduit à une mauvaise allocation des ressources. En effet, l'augmentation des stocks et le manque de mobilité des salariés et des machines de l'organisation sont des caractéristiques fondamentales du fordisme[6].
- Paradoxalement, c'est l'auteur communiste italien Antonio Gramsci qui a conduit à la popularisation du terme fordisme en critiquant vigoureusement (dans ses Lettres de prison, notamment) cette organisation du travail. En effet, sous sa plume, cette expression désigne les méfaits de la division du travail et du machinisme, de l'accroissement de l'exploitation du travail. Désormais ce ne sont plus les machines qui sont au service de l'Homme, mais l'Homme qui sert les machines.
- Dans la filiation du courant de la Régulation, certains comme Benjamin Coriat — dans un essai sur le taylorisme, le fordisme et la production de masse[7] — mettent en doute les « généreux » arguments mis en avant par Henry Ford concernant la rémunération des ouvriers, et vont même jusqu'à évoquer la « Fable de Ford » : en réalité, Ford n'aurait pas augmenté ses salariés — le fameux « Five dollars a day » — par humanisme, mais pour combattre et réduire un renouvellement de la main-d’œuvre trop important (les salariés étant épuisés par les contraintes inhérentes au travail posté quittent le poste). Pour lutter contre la fuite des ouvriers, qui fragilise les nouvelles formes d'organisation en ce qu'elles sont moins flexibles, Ford est contraint et forcé d'accroître les salaires. Cependant — comme il le reconnaît lui-même dans ses mémoires —, cette décision se révèle pertinente et très lucrative : les salariés reçoivent effectivement des salaires plus élevés, mais en contrepartie d'une discipline et d'un attachement au poste, qui renforcent les gains de productivité dégagés par les ouvriers, et ce bien au-delà des augmentations de salaires octroyées ». Pour plus de détails, voir « L'atelier et le chronomètre »[8].
- Guy Debord écrit en 1967 dans La Société du spectacle que les conséquences du modèle fordiste ne sont pas à analyser sur le seul plan de la production. C'est la société tout entière qui s'en trouve modifiée : « Avec la révolution industrielle, la division manufacturière du travail et la production massive pour le marché mondial, la marchandise apparaît effectivement comme une puissance qui vient réellement occuper la vie sociale »[9].
- Daniel Cohen met en évidence un autre point de fragilité de la construction fordiste, en ce qu'une condition essentielle de son fonctionnement dépend de facteurs qui lui sont extérieurs[10] :

« Si les travailleurs absorbent les gains de productivité générés dans l'usine, l'incitation à embaucher de nouveaux travailleurs s'y réduit considérablement. Si l'entreprise anticipe que les travailleurs préempteront toujours les gains qu'ils produisent, elle voudra toujours maintenir le plus bas possible le nombre de travailleurs embauchés. La condition de fonctionnement du fordisme lui est donc extérieure : elle dépend de la possibilité de créer des emplois dans les domaines qui lui échappent. Dans les années cinquante et soixante, on a vu que ce sont les services qui ont pu jouer ce rôle ».
Mais, « Aussitôt que le processus [de création d'emplois] s'estompe (aux États-Unis, la part des services dans l'économie s'est apparemment stabilisée aux alentours de 70 % dans les années 1980), la phase haussière des salaires doit également s'interrompre, voire transitoirement s'inverser. […] Dans ce nouveau monde, l'indexation des salaires sur les gains de productivité — si elle continue pourtant — apparaît sous un nouveau jour. […] [Elle n'est plus] une manière d'assurer des débouchés mais [devient] un des effets de la négociation salariale menée par les « insiders » (ceux qui possèdent un emploi stable). Elle devient alors contradictoire avec le plein-emploi ».
L'auteur cite l'expression de Paul Krugman, « l'Âge des illusions perdues » (The Age of diminished expectations) : « Le chômage n'y a pas crû, mais le sentiment de précarité induit par les salaires stagnants n'y a pas été moindre. Dans les pays de l'Europe communautaire — où l'indexation des salaires s'est continuée jusqu'au milieu des années 1980 —, la même précarité s'est répercutée en chômage plutôt que sur les salaires ».
- Pierre Larrouturou porte en 2020 sur le fordisme un regard positif : « [Ford se convainc que pour assurer ses débouchés], il faut absolument respecter deux règles du jeu : — assurer le plein emploi : que tous ceux qui le veulent puissent avoir un emploi et un salaire ; — augmenter régulièrement le salaire des ouvriers afin qu'ils soient toujours plus nombreux à pouvoir acheter les voitures qu'ils produisent »[11].

Larrouturou ajoute qu'en 1926, Henry Ford a fait passer la semaine de travail pour ses ouvriers de six à cinq jours, et la journée de travail de neuf heures à huit heures, tout en leur versant le même salaire. Le fordisme est ainsi considéré comme une préfiguration de la Déclaration de Philadelphie et des accords de Bretton Woods conclus à l'initiative de F. D. Roosevelt en 1944. L'auteur estime qu'au contraire de la politique suivie après 1945, visant à alimenter la consommation et par là, la production, en augmentant les salaires, la tendance depuis l'arrivée de R. REAGAN à la Maison-Blanche en 1981 a constitué à diminuer le ratio masse salariale/PIB au profit du ratio dividendes versés aux actionnaires/PIB, ce qui pousse contre la croissance puisque citoyens les plus riches ne sont pas en mesure de consommer ce qu'ils gagnent aussi complètement que les moins riches. La croissance, selon cet auteur, a été alors stimulée artificiellement par l'endettement des ménages (trop mal payés) et/ou par la relance étatique, au prix d'un endettement croissant (et relativement inefficace) de l'État.